# Rentrez chez vous, Bogner !
Rentrez chez vous, Bogner ! (titre original : Und sagte kein einziges Wort) est un roman de l'écrivain allemand Heinrich Böll paru en Allemagne en 1953.

## Thème du roman
Le roman décrit les conséquences de la guerre, et dépeint de façon réaliste un week-end dans une grande ville du secteur britannique après la réforme monétaire de 1948. Il est considéré comme étant le premier grand succès de l'écrivain.

## Récit
Fred Bogner, 44 ans, a laissé sa femme et ses enfants parce qu'il ne supporte pas le bruit et l'exiguïté de l'appartement. Marqué psychiquement et physiquement par la guerre et la pauvreté, il se traîne depuis au hasard dans la ville bombardée. Il donne l'argent qu'il gagne comme standardiste à sa femme. La plupart du temps, il finance les cigarettes, l'alcool, les jeux à la machine à sous, et ses rencontres avec sa femme dans des hôtels de misère, avec de l'argent prêté. Sa femme Käte voudrait pouvoir fuir la morosité quotidienne et la propriétaire, catholique bigote, mais pour ses enfants, elle est contrainte de mener une vie ordonnée dans des conditions lamentables. Bien qu'étant enceinte et aimant son mari, elle prend la décision, lors dune rencontre à l'hôtel, de le quitter.

## Réception de l'œuvre
Le ton sobre et simple dépeint la tristesse. Aux tous débuts du miracle économique, Böll critique les inégalités sociales et les dépenses publicitaires pour un congrès de droguistes, et reproche son immobilisme à l'église catholique.
Ce roman valut plusieurs prix littéraires à Böll et les faveurs sans réserves du Groupe 47. L'église catholique quant à elle, sortit soudain de son immobilisme. Ce roman marque l'influence croissante d'Heinrich Böll dans le monde littéraire de la République fédérale allemande.
L'auteur mentionne dans une interview :
« Au sein des milieux catholiques allemands, il y a eu des discussions virulentes. C'était pour ainsi dire un roman qui était insupportable pour le milieu, davantage même que ce que j'ai pu écrire plus tard, justement à cause de ces éléments critiques envers le mariage, mais aussi à cause des éléments existentialistes et un tant soit peu anarchistes. Il y a eu des discussions, quelques-unes auxquelles j'ai pris part, et je me souviens avoir dit : Je ne peux pas m'imaginer de couple marié sans ironie. Alors là, ça a éclaté, la bombe a explosé. Là, j'avais mis le doigt dans la plaie, porté atteinte à la domination masculine et semé la graine de la rébellion chez les femmes (...) En cela je suis un peu pour une société anarchiste et cela se dégage de mes romans, nouvelles et essais ».

## Éditions
- Rentrez chez vous Bogner ! (traduction André Starcky), Éditions du Seuil 1954, 174 p. (Und sagte kein einziges Wort), 1953) (OCLC 31261986)